# Музей испано-американского искусства Исаака Фернандеса Бланко
Музей испано-американского искусства Исаака Фернандеса Бланко (исп. Museo de Arte Hispanoamericano Isaac Fernández Blanco) — музей в районе Ретиро, в Буэнос-Айресе.

## История и описание
Музей возник на основе обширной коллекции испанского и латиноамериканского искусства (в частности, школы Куско), которую с 1882 года собирал Исаак Фернандес Бланко. Бланко был инженером, но также очень любил скрипку, а семейное состояние позволило ему иметь значительную коллекцию струнных инструментов. Позже он расширил свой интерес к объектам испано-американской культуры, включая столовое серебро, иконы, картины, мебель, книги и документы. Наследие Фернандеса Бланко, которое насчитывает около 10 тыс. предметов, считается одним из самых крупных коллекций испанско-американской истории, в основном состоящее из предметов искусства и серебряных изделий из Перу. Его перуанская коллекция произведений искусства включает в себя обширную коллекцию изделий из серебра и изящных искусств, в том числе многочисленные оригинальные работы школы Куско колониального периода. Другие коллекции включают работы из бассейна Рио-де-ла-Плата, иконографию иезуитов и Кито, бразильскую мебель и декоративное искусство как из колониальной Латинской Америки, так и из Испании.
Среди необычных экспонатов музея - коллекция вееров, декоративных гребней из черепаховой кости или рога, которые использовались женщинами во времена вице-королевства Рио-де-ла-Плата и последующей Аргентинской конфедерации (в первой половине XIX века).
Первоначально музей был открыт в доме семьи недалеко от площади Конгресса в 1921 году. Однако в следующем году Фернандес Бланко продал собственность и музей городу Буэнос-Айрес, и 25 мая 1922 года он был открыт как Музей колониального искусства. Основатель оставался в руководстве музея до 1926 года и продолжал служить куратором на почётной основе до своей смерти в 1928 году. Его зять и ценитель латиноамериканского искусства, доктор Альберто Гоуленд, продолжал расширять коллекции, а в 1943 году город завещал музею эклектичный особняк в стиле барокко, приобретенный у Мартина Ноэля семью годами ранее.
Ноэль, французский аргентинский архитектор, выпускник École Spéciale d'Architecture, спроектировал особняк после своего возвращения в Аргентину в 1914 году, а его строительство было завершено в 1922 году. Он жил в резиденции со своим братом доктором Карлосом Ноэлем и украсил андалузским двориком. В 1936 году, особняк стал домом для Музея колониального искусства в 1947 году, и тогда же музей был назван в честь своего основателя.
Наследие Фернандеса Бланко было дополнительно коллекцией столового серебра и живописью из коллекции Селины Гонсалес Гараньо в 1963 году и её брата Альфредо в 1972 году и многими другими коллекциями.
С 2009 года существует комитет по совместным исследованиям с известным французским учреждением, включая Лувр.

## Галерея

Коллекция музея
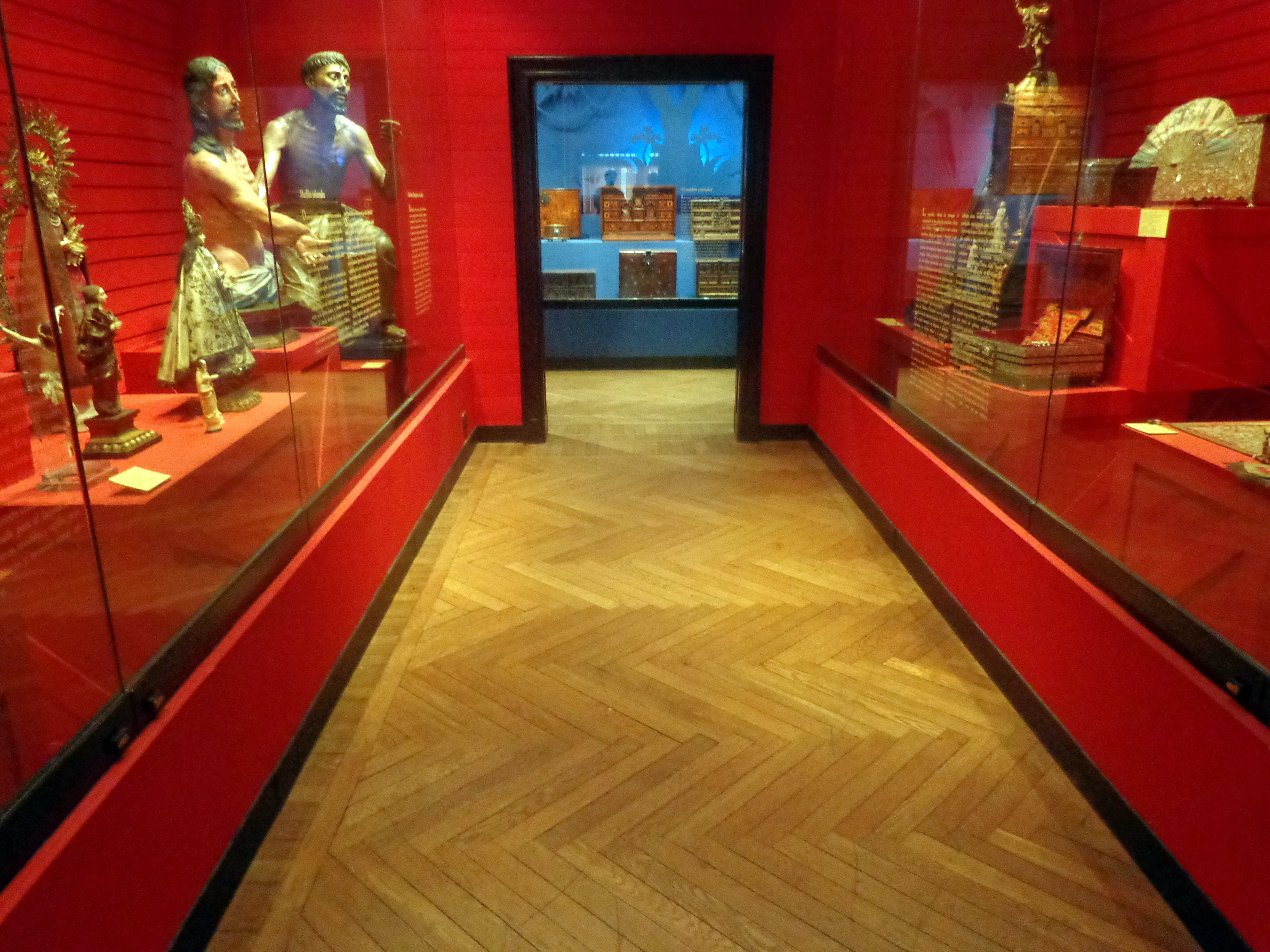
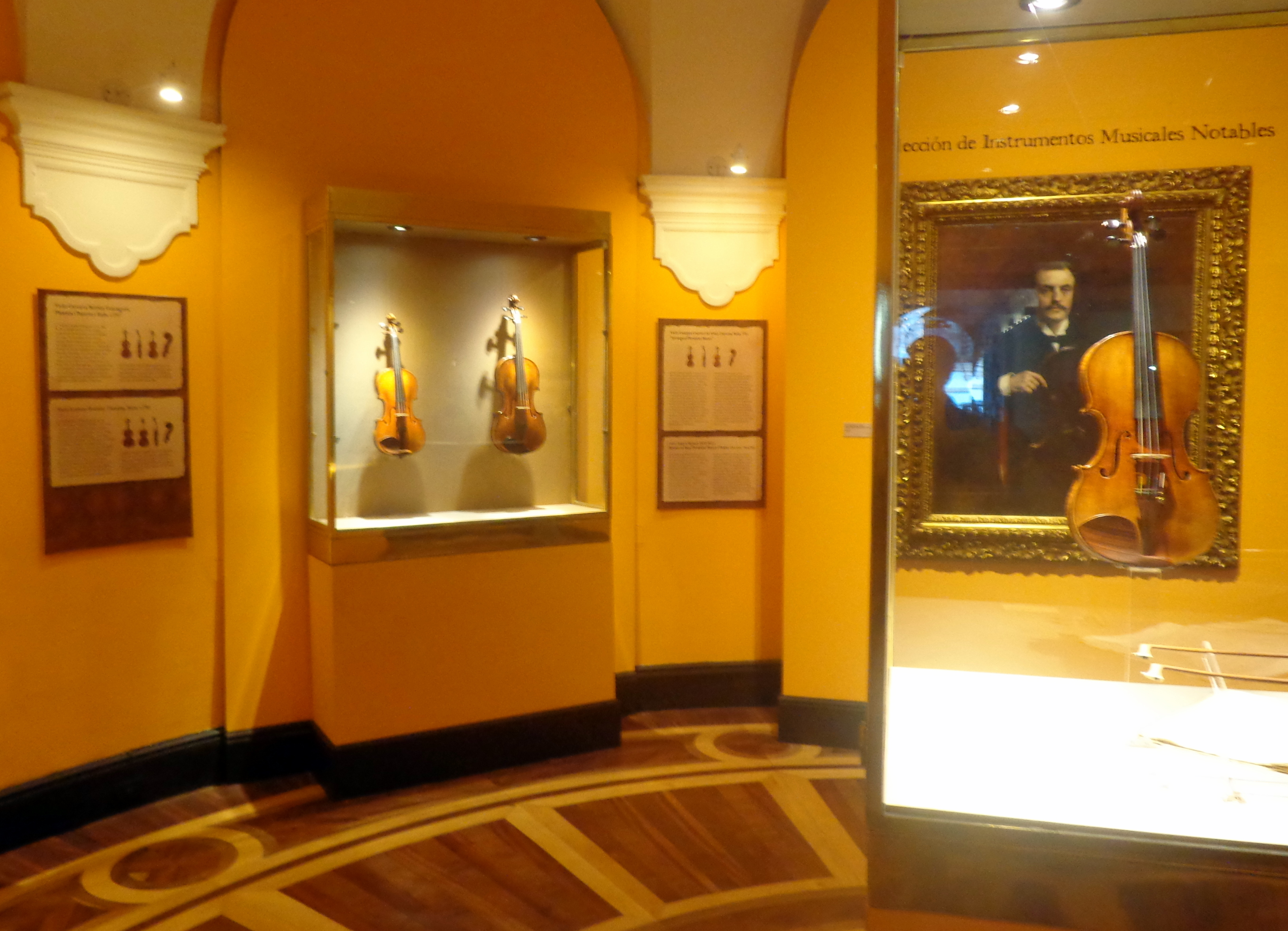
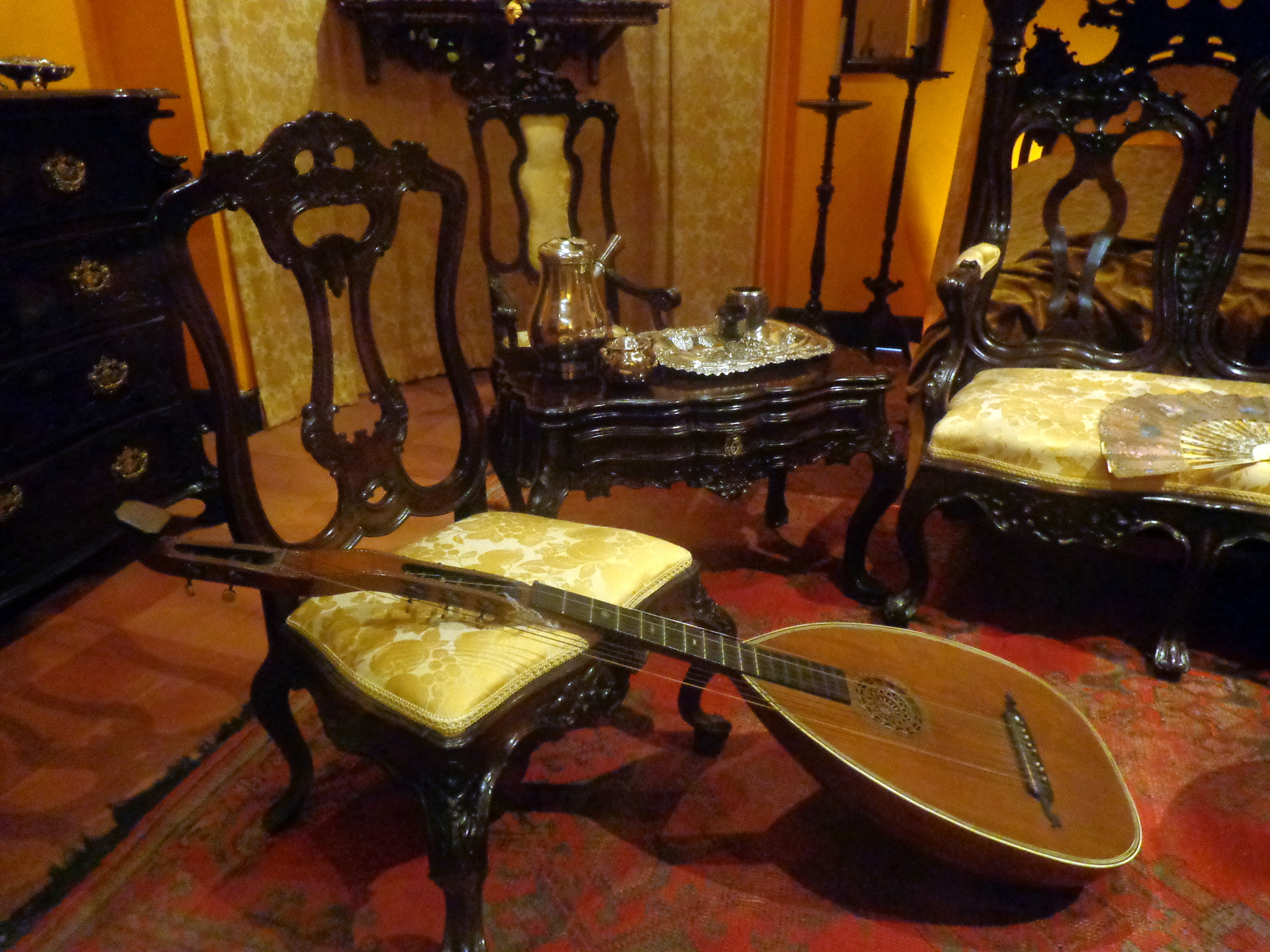